# 南洛克波特 (紐約州)
南洛克波特（英語：South Lockport）是位於美國紐約州尼亞加拉縣的普查規定居民點。

## 人口
根據2020年美國人口普查的數據，南洛克波特的面積為16.09平方千米，當中陸地面積為16.05平方千米，而水域面積為0.04平方千米。當地共有人口9355人，而人口密度為每平方千米581.42人。